# Responsabilité du fait des produits défectueux en France
En droit français, la responsabilité du fait des produits défectueux est la situation dans laquelle un producteur engage sa responsabilité délictuelle du fait d'un défaut de sécurité de l'un de ses produits ou services entraînant un dommage à une personne quelle qu'elle soit. Il s'agit d'un régime spécial de responsabilité.
La responsabilité du fait des produits défectueux a vu le jour le 25 juillet 1985 sous la forme d'une directive communautaire. C'est treize ans plus tard que cette directive est enfin transposée dans le droit français grâce à la loi du 19 mai 1998 qui insère les articles relatifs à la responsabilité du fait des produits défectueux au code civil. La France sera par ailleurs condamnée par la CJCE pour ne pas avoir intégré correctement cette directive.
La loi de 1998 qui introduit ce régime de responsabilité possède deux caractères fondamentaux :
1. un caractère d'ordre public : cela signifie qu'on ne peut déroger à ses dispositions par convention.
2. un caractère optionnel en théorie, qui tend en réalité à devenir exclusif : selon la lettre de la directive, la victime pourrait, si elle le désirait, poursuivre le responsable de son dommage sur le fondement de cette loi, ou sur celui du droit commun. Mais la Cour de justice des Communautés européennes a imposé une interprétation restrictive (CJCE, 25 avril 2002, C-52/00), qui tend à évincer tout autre régime de responsabilité sans faute si les conditions de ce régime spécial sont réunies. La 1re chambre civile de la Cour de cassation s'est pliée à cette interprétation en 2007 (Cass. 1re Civ., 15 mai 2007, 05-17.947), mais on attend d'autres arrêts de ladite Cour pour voir la confirmation définitive, en droit français, du caractère exclusif du régime de responsabilité du fait des produits défectueux.

Depuis le 1er octobre 2016, la responsabilité du fait des produits défectueux est régie, en droit français, par les articles 1245 à 1245-17 du code civil (sur Legifrance).

## Champ d'application de la loi du 19 mai 1998

### Le champ d’application quant à l'objet
L'article 1245-2 du code civil (anciennement 1386-2) définit le produit de façon extrêmement large dont seuls les immeubles sont exclus :
« Est un produit tout bien meuble, même s'il est incorporé dans un immeuble, y compris les produits du sol, de l'élevage, de la chasse et de la pêche. L'électricité est considérée comme un produit. »
L'article 1245-1 du code civil (anciennement 1386-1)définit de son côté le dommage réparable de façon très large encore :
« Les dispositions du présent titre s'appliquent à la réparation du dommage qui résulte d'une atteinte à la personne.
Elles s'appliquent également à la réparation du dommage supérieur à un montant déterminé par décret, qui résulte d'une atteinte à un bien autre que le produit défectueux lui-même. »
Il ne faut pas confondre "défectueux" et "vicié".
En effet, un produit vicié est celui qui ne permet pas l'usage que l'on pourrait attendre de lui (ex: un téléviseur qui n'affiche pas d'image). Ce type de produit n'est pas concerné par la loi de 1998. Les produits défectueux sont ceux qui présentent un défaut de sécurité (ex: un téléviseur qui implose).

### Le champ d’application quant aux personnes
Les personnes concernées par cette loi sont précisément désignées. Du côté des victimes d'une part, il n’y a pas de restriction puisque l’article 1386-1 du code civil écarte expressément toutes distinctions entre les cocontractants et les tiers. Du côté des responsables d'une autre part, il s’agit des producteurs. Le producteur est nécessairement un professionnel qui a travaillé la matière première, un composant, ou une partie du produit. Seul ce dernier est en principe responsable des dommages causés par un défaut de son produit. Cependant, s'il ne peut être identifié, alors seront indifféremment responsables le fournisseur, vendeur, ou loueur (l'élargissement de cette palette de responsables trouve son intérêt dans le courant victimologiste).
Il n'est pas nécessaire de distinguer si le responsable est lié ou non à la victime par un contrat. La loi de 1998 s'applique aussi bien dans le champ contractuel, que délictuel.

### Le champ d'application quant aux délais
Pour rentrer dans le champ de la loi, le produit doit avoir été mis en circulation après 1998. Le premier alinéa de l'article 1245-4 du Code civil dispose que "Un produit est mis en circulation lorsque le producteur s'en est dessaisi volontairement". Le second alinéa précise que "Un produit ne fait l'objet que d'une seule mise en circulation".
Toutefois, la date de mise en circulation de ce produit ne se confond pas avec la date d'autorisation de mise sur le marché.
En 2006, la CJCE a donné une définition de la mise en circulation d'un produit. C'est lorsque « le produit sort du processus de fabrication et rentre dans le processus de commercialisation. »
La loi prévoit deux délais pour agir et au-delà desquels on ne pourra plus agir :
1. le délai de prescription : l'article 1386-17 impose un délai de 3 ans « à compter de la date à laquelle le demandeur a eu ou aurait dû avoir connaissance du dommage, du défaut et de l'identité du producteur. »
2. le délai de forclusion : la victime ne peut plus agir contre le producteur au-delà de 10 ans à compter de la mise en circulation du produit. Si le dommage survient dans ce délai de 10 ans, alors l'action de la victime se prescrit par 3 ans, à compter du jour où elle a eu, ou aurait dû avoir connaissance du défaut de sécurité. Selon l'article 1386-5 du code civil, ce « produit est mis en circulation lorsque le producteur s’en est dessaisi volontairement. Un produit ne fait l'objet que d'une seule mise en circulation. »

## Conditions de la responsabilité

### Les éléments constitutifs de la responsabilité
La loi écarte toutes exigences de preuve de faute particulière du fabricant pour engager sa responsabilité. Le responsable ne pourra donc pas s'exonérer en prouvant qu'il n'a pas commis de faute. Il ne pourra non plus s'exonérer en prouvant que la chose a été produite dans les règles de l'art, ou conformément aux exigences en vigueur. Ce n’est donc pas un système de responsabilité basée sur la faute.
La victime devra prouver trois choses : un dommage, un défaut de l'objet et un lien de causalité. Son préjudice pourra dès lors être réparé sur le principe de la réparation intégrale.
Le défaut est défini à l'article 1245-3 du code civil. C'est celui qui compromet la sécurité et non pas celui qui porte atteinte à l'utilité du bien. Ce défaut s’apprécie de manière objective, par rapport à une personne normalement diligente. D’après la Cour de cassation, le fabricant est tenu de livrer un produit exempt de tous défauts de nature à causer un danger pour les personnes ou pour les biens. Elle s’attache à ce que les règles de l’art et des techniques, ainsi que l’obtention des autorisations administratives aient été obtenues.

### Les faits susceptibles d'écarter la responsabilité
L'article 1245-10 du code civil énumère un à un les faits exonératoires.
- Les moyens de défense tendant à prouver l’inexistence de l’une des conditions de la responsabilité

Il s’agit de la preuve par le producteur que le produit n'était pas mis en circulation. Il peut s'agir également de la preuve que le défaut n’existait pas au moment où le produit a été mis en circulation mais qu’il s’est crée postérieurement à cette mise en circulation. Le producteur peut tout aussi se dégager de sa responsabilité en montrant que le produit n’était pas destiné à la vente ou à toutes autres formes de distribution. En effet, ce système de responsabilité est fondé sur une mise en circulation volontaire à des fins professionnelles.
- Les causes traditionnelles d’exonération

Il s’agit de la faute de la victime ainsi que du fait du tiers. La faute de la victime peut être exonératoire partiellement ou totalement. Le fait du tiers ne peut pas constituer une cause exonératoire de la responsabilité du producteur 1245-13.
Aucune clause limitative ou exclusive de responsabilité ne peut en principe limiter la responsabilité du producteur. Cependant, exceptionnellement, pour les conventions passées entre professionnels, et seulement pour les dommages causés aux biens, ces clauses sont tolérées.
- Les causes d’exonération conditionnelles

Ce sont des causes d’exonération admises par principe, tout en réservant à la victime la possibilité de les écarter si elle établit que le producteur n’a pas pris, après la mise en circulation du produit, les mesures nécessaires pour remédier au défaut (plus aucune référence dans la législation française à cette condition de suivi du produit depuis condamnation de la France par la CJCE pour conformité imparfaite avec la directive européenne de 1985). Il en existe deux sortes :
1. Le fait du prince : le producteur qui démontre que le défaut n’est que la conséquence de normes impératives pourra s’exonérer de sa responsabilité.
2. Le risque de développement : il s'agit du vice où le défaut d’une chose existait au moment de la mise en circulation, mais que l’état des connaissances scientifiques et techniques à ce moment-là ne permettait pas de déceler. L’appréciation des connaissances scientifiques et techniques se font sans tenir compte des qualités d’aptitudes professionnelles du producteur.

L'effet exonératoire de ces 2 mesures peut être écarté si, en présence d’un défaut révélé dans un délai de 10 ans, le producteur n’a pas pris les mesures propres à en prévenir les conséquences dommageables.

## Les mesures légales de protection du consommateur
La nocivité de certains produits pour l'environnement ou la santé humaine ne se révèle souvent qu'à long terme, comme on l'a constaté pour l'amiante.
Dès lors, le régime de responsabilité du fait des produits défectueux est particulièrement protecteur de l'acheteur et du consommateur. Il met donc à la charge du vendeur plusieurs obligations :
- une obligation d'information et de sécurité définie à l'article L111-1 du code de la consommation
- une obligation de conformité définie à l'article L211-1 du code de la consommation
- la garantie d'un produit contre tout vice caché

Les articles L221-1 à L221-11 du code de la consommation vont dans le sens de la protection du consommateur.
L'article liminaire du code de la consommation dispose que l' "on entend par : - consommateur : toute personne physique qui agit à des fins qui n'entrent pas dans le cadre de son activité commerciale, industrielle, artisanale, libérale ou agricole ;
- non-professionnel : toute personne morale qui n'agit pas à des fins professionnelles ;
- professionnel : toute personne physique ou morale, publique ou privée, qui agit à des fins entrant dans le cadre de son activité commerciale, industrielle, artisanale, libérale ou agricole, y compris lorsqu'elle agit au nom ou pour le compte d'un autre professionnel. "
Ainsi, les personnes morales (SARL, Association loi 1901, etc.) qui ont acquis un bien à usage non-professionnel peuvent partiellement bénéficier des mesures légales de protection du consommateur prévues dans le code de la consommation.

## Les risques de développement
Cette appellation recouvre les risques découlant de produits défectueux que l'on ne pouvait déterminer au vu de l'état des connaissances scientifiques et techniques. Aucune faute ne peut donc être reprochée au producteur. Ces risques commencent aux frontières du principe de précaution et traduisent l'impossibilité d'atteindre le risque zéro. Amiante, sang contaminé, médicament aux effets secondaires non décelables en sont des exemples emblématiques.

## La responsabilité du fait de l'organisation
La responsabilité civile du fait de l'organisation propose un fondement novateur visant notamment la réparation des dommages résultant de produits ou de services défectueux. Ce fondement repose sur l'idée qu'il existe un risque organisationnel propre à toute organisation (producteur, distributeur) susceptible de créer un dommage à autrui, ceci indépendamment de toute faute ou négligence. L'organisation est considérée en soi comme une entité qui crée un risque de dommage, à l'instar d'autre responsabilité pour risque (véhicule automobile, centrale nucléaire, etc.) Il s'agit donc d'une responsabilité pour risque qui entraîne la possibilité pour une victime d'un produit défectueux d'être indemnisée pour le préjudice subit. Cette responsabilité a également l'avantage pour le consommateur de couvrir le domaine des services défectueux. Socialement cette responsabilité répond à une attente des consommateurs-justiciables. Juridiquement, cette responsabilité permet d'offrir des solutions à de nombreux problèmes, tels que le motif d'imputation, la charge de la preuve ou encore les risques de développement. Cette proposition doctrinale n'a pas encore été reprise par les tribunaux.